# CubePDF
CubePDFは大阪府豊中市に所在する株式会社キューブ・ソフト(CubeSoft, Inc.)が開発しているPDFソフトである。

## 概要
CubePDFはPDF印刷を行えるWindows用のソフトウェアで、仮想プリンタとして動作する。ソースコードがGitHubにて公開されているオープンソースソフトウェアであり、ライセンスはAGPLである。
CubePDFはキューブ・ソフトの起業と同時に公開した第1弾のソフトウェアである。純国産のソフトウェアであるため、PDF作成時に日本語の文字化けが少ないとしてメディアに紹介される。
CubePDFの他に、PDFの編集を行うCubePDF Utility、PDFの結合・分割を行うCubePDF Pageが公開されている。こちらもソースコードがGitHubにて公開されている。PDFビューアソフトであるCubePDF Viewerも開発されていたが、2024年現在はホームページから消えている。